# Fra kolonimagt til kolonihavemagt
Fra kolonimagt til kolonihavemagt er en dansk TV-serie fra 2015, som viser danske helte i nyt lys.
Manuskriptforfatter Anne Neye spiller selv Grevinne Danner og Frederik VI i serien. Andre medspillere er Hella Joof, Henrik Birck, Sune Svanekier, Thomas Hwan og Rasmus Botoft.